# ۷۹۷ (قمری)
۷۹۷ (قمری)، هفتصد و نود و هفتمین سال در گاهشماری هجری قمری است. اول محرم این سال برابر با چهارم نوامبر سال ۱۳۹۴ میلادی است.